# (10315) Brewster
(10315) Brewster (1990 SC4) – planetoida z grupy pasa głównego asteroid okrążająca Słońce w ciągu 3,68 lat w średniej odległości 2,38 j.a. Odkryta 23 września 1990 roku.